# Естественный отбор

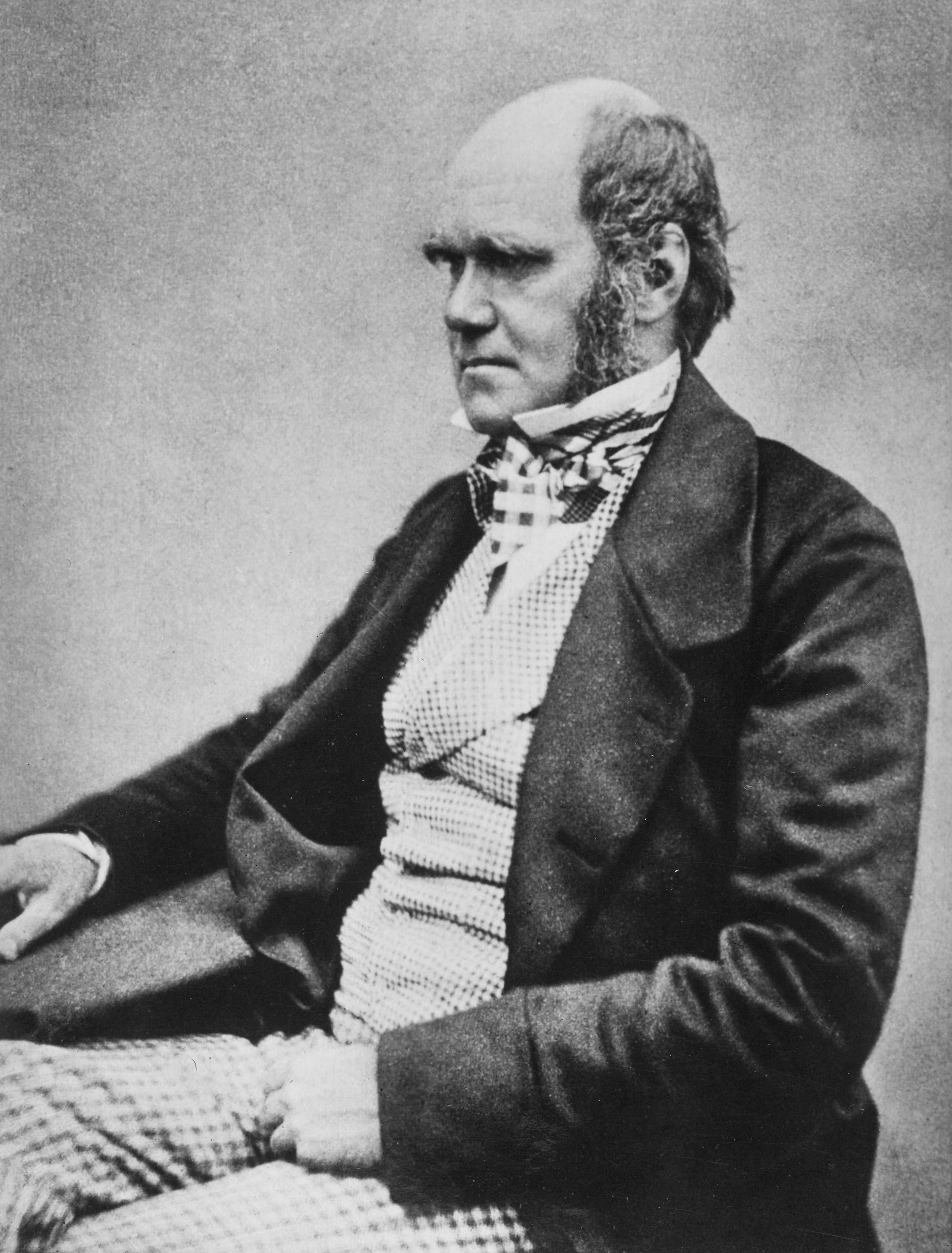
Дарвин — основоположник изучения «естественного отбора» в животном мире и обществе.

Есте́ственный отбо́р — основной фактор эволюции, в результате действия которого в популяции увеличивается число особей, обладающих более высокой приспособленностью к условиям среды (наиболее благоприятными признаками), в то время как количество особей с неблагоприятными признаками уменьшается. В свете современной синтетической теории эволюции естественный отбор рассматривается как главная причина развития адаптаций, видообразования и происхождения надвидовых таксонов. Естественный отбор — единственная известная причина закрепления адаптаций, но не единственная причина эволюции. К числу неадаптивных причин относятся генетический дрейф, поток генов и мутации.
Термин «Естественный отбор» популяризовал Чарльз Дарвин, сравнивая его с искусственным отбором, современной формой которого является селекция. Суть сравнения искусственного и естественного отбора состоит в том, что в природе также происходит отбор наиболее «удачных», «лучших» организмов, но в качестве «оценщика» полезности свойств в этот случае выступает не человек, а среда обитания. К тому же, материалом как для естественного, так и для искусственного отбора являются небольшие наследственные изменения, которые накапливаются из поколения в поколение.

## Механизм естественного отбора
В процессе естественного отбора закрепляются мутации, увеличивающие приспособленность организмов к окружающей их среде. Естественный отбор часто называют «самоочевидным» механизмом, поскольку он следует из таких простых фактов, как:
1. Организмы производят потомков больше, чем может выжить;
2. В популяции этих организмов существует наследственная изменчивость;
3. Организмы, имеющие разные генетические черты, имеют различную выживаемость и способность размножаться.

Такие условия создают конкуренцию между организмами в выживании и размножении и являются минимально необходимыми условиями для эволюции посредством естественного отбора. Таким образом, организмы с наследственными чертами, которые дают им конкурентное преимущество, имеют большую вероятность передать их своим потомкам, чем организмы с наследственными чертами, не имеющими подобного преимущества.
Центральное понятие концепции естественного отбора — приспособленность организмов. Приспособленность определяется как способность организма к выживанию и размножению в существующей окружающей среде. Это определяет размер его генетического вклада в следующее поколение. Тем не менее главным в определении приспособленности является не общее число потомков, а число потомков с данным генотипом (относительная приспособленность). Например, если потомки успешного и быстро размножающегося организма слабые и плохо размножаются, то генетический вклад и, соответственно, приспособленность этого организма будут низкими.
Если какая-либо аллель увеличивает приспособленность организма больше, чем другие аллели этого гена, то с каждым поколением доля этой аллели в популяции будет расти. То есть, отбор происходит в пользу этой аллели. И наоборот, для менее выгодных или вредных аллелей — их доля в популяциях будет снижаться, то есть отбор будет действовать против этих аллелей. Влияние определённых аллелей на приспособленность организма не является постоянным — при изменении условий окружающей среды вредные или нейтральные аллели могут стать полезными, а полезные вредными.
Естественный отбор для черт, которые могут изменяться в некотором диапазоне значений (например, размер организма), можно разделить на несколько типов:
1. Движущий (направленный) отбор — изменения среднего значения признака в течение долгого времени, например увеличение размеров тела;
2. Дизруптивный отбор — отбор на крайние значения признака и против средних значений, например, большие и маленькие размеры тела;
3. Стабилизирующий отбор — отбор против крайних значений признака, что приводит к уменьшению дисперсии признака;
4. Дестабилизирующий отбор — отбор на расширение нормы реакции одного или одновременно нескольких признаков[9].

Частным случаем естественного отбора является половой отбор, субстратом которого является любой признак, который увеличивает успешность спаривания за счёт увеличения привлекательности особи для потенциальных партнёров. Черты, которые эволюционировали за счёт полового отбора, особенно хорошо заметны у самцов некоторых видов животных. Такие признаки, как крупные рога, яркая окраска, с одной стороны могут привлекать хищников и понижать выживаемость самцов, а с другой это уравновешивается репродуктивным успехом самцов с подобными ярко выраженными признаками.
Отбор может действовать на различных уровнях организации — таких, как гены, клетки, отдельные организмы, группы организмов и виды. Причём отбор может одновременно действовать на разных уровнях. Отбор на уровнях выше индивидуального — например, групповой отбор — может приводить к кооперации (см. Эволюция#Кооперация).

## Формы естественного отбора
Существуют разные классификации форм отбора. Широко используется классификация, основанная на характере влияния форм отбора на изменчивость признака в популяции.

### Движущий отбор
Движущий отбор — форма естественного отбора, которая действует при направленном изменении условий внешней среды, описанная Дарвином и Уоллесом. В этом случае особи с признаками, которые отклоняются в определённую сторону от среднего значения, получают преимущества. При этом иные вариации признака (его отклонения в противоположную сторону от среднего значения) подвергаются отрицательному отбору. В результате в популяции из поколения к поколению происходит сдвиг средней величины признака в определённом направлении. При этом давление движущего отбора должно отвечать приспособительным возможностям популяции и скорости мутационных изменений (в ином случае давление среды может привести к вымиранию).

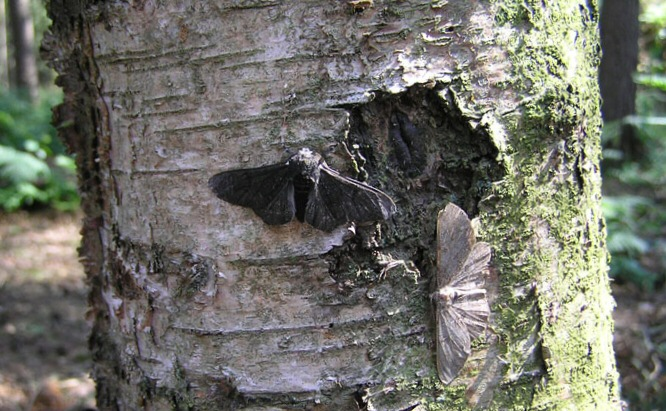
Две разноокрашенные бабочки берёзовой пяденицы на одном дереве

Примером действия движущего отбора является «индустриальный меланизм» у насекомых. «Индустриальный меланизм» представляет собой резкое повышение доли меланистических (имеющих тёмную окраску) особей в тех популяциях насекомых (например, бабочек), которые обитают в промышленных районах. Из-за промышленного воздействия стволы деревьев значительно потемнели, а также погибли светлые лишайники, из-за чего светлые бабочки стали лучше видны для птиц, а тёмные — хуже. В XX веке в ряде районов доля тёмноокрашенных бабочек в некоторых хорошо изученных популяциях берёзовой пяденицы в Англии достигла 95 %, в то время как впервые тёмная бабочка (morfa carbonaria) была отловлена в 1848 году.
Движущий отбор осуществляется при изменении окружающей среды или приспособлении к новым условиям при расширении ареала. Он сохраняет наследственные изменения в определённом направлении, перемещая соответственно и норму реакции. Например, при освоении почвы как среды обитания у различных неродственных групп животных конечности превратились в роющие.

### Стабилизирующий отбор
Стабилизирующий отбор — форма естественного отбора, при которой его действие направлено против особей, имеющих крайние отклонения от средней нормы, в пользу особей со средней выраженностью признака. Понятие стабилизирующего отбора ввёл в науку и проанализировал И. И. Шмальгаузен.
Описано множество примеров действия стабилизирующего отбора в природе. Например, на первый взгляд кажется, что наибольший вклад в генофонд следующего поколения должны вносить особи с максимальной плодовитостью, однако наблюдения над природными популяциями птиц и млекопитающих показывают, что это не так. Чем больше птенцов или детёнышей в гнезде, тем труднее их выкормить, тем каждый из них меньше и слабее. В результате наиболее приспособленными оказываются особи со средней плодовитостью.
Отбор в пользу средних значений был обнаружен по множеству признаков. У млекопитающих новорождённые с очень низким и очень высоким весом чаще погибают при рождении или в первые недели жизни, чем новорождённые со средним весом. Учёт размера крыльев у воробьёв, погибших после бури в 50-х годах под Ленинградом, показал, что большинство из них имели слишком маленькие или слишком большие крылья. И в этом случае наиболее приспособленными оказались средние особи.

### Дизруптивный отбор
Дизруптивный (разрывающий) отбор — форма естественного отбора, при которой условия благоприятствуют двум или нескольким крайним вариантам (направлениям) изменчивости, но не благоприятствуют промежуточному, среднему состоянию признака. В результате может появиться несколько новых форм из одной исходной. Дарвин описывал действие дизруптивного отбора, считая, что он лежит в основе дивергенции, хотя и не мог привести доказательств его существования в природе. Дизруптивный отбор способствует возникновению и поддержанию полиморфизма популяций, а в некоторых случаях может служить причиной видообразования.
Одна из возможных в природе ситуаций, в которой вступает в действие дизруптивный отбор, — когда полиморфная популяция занимает неоднородное местообитание. При этом разные формы приспосабливаются к различным экологическим нишам или субнишам.
Примером дизруптивного отбора является образование двух рас у погремка большого на сенокосных лугах. В нормальных условиях сроки цветения и созревания семян у этого растения покрывают всё лето. Но на сенокосных лугах семена дают преимущественно те растения, которые успевают отцвести и созреть либо до периода покоса, либо цветут в конце лета, после покоса. В результате образуются две расы погремка — ранне- и позднецветущая.
Дизруптивный отбор осуществлялся искусственно в экспериментах с дрозофилами. Отбор проводился по числу щетинок, оставлялись только особи с малым и большим количеством щетинок. В результате примерно с 30-го поколения две линии разошлись очень сильно, несмотря на то, что мухи продолжали скрещиваться между собой, осуществляя обмен генами. В ряде других экспериментов (с растениями) интенсивное скрещивание препятствовало эффективному действию дизруптивного отбора.

### Дестабилизирующий отбор
Дестабилизирующий отбор — форма отбора, при котором преимущество получают мутации с более широкой нормой реакции. Такой отбор позволяет захватывать более широкие экологические ниши, при этом являясь примером с положительной обратной связью, когда экологическое расширение ареала увеличивает разнообразие условий существования вида. Изменчивость, вызванная дестабилизирующим отбором, становится основой, на которой в дальнейшем осуществляются другие варианты отбора — движущий и стабилизирующий. Следовательно, дестабилизирующий отбор — важный фактор эволюции, в громадной степени ускоряющий её темпы.

### Половой отбор
Половой отбор — естественный отбор на успех в размножении. Выживание организмов является важным, но не единственным компонентом естественного отбора. Другим важным компонентом является привлекательность для особей противоположного пола. Дарвин назвал это явление половым отбором. «Эта форма отбора определяется не борьбой за существование в отношениях органических существ между собой или со внешними условиями, но соперничеством между особями одного пола, обычно самцами, за обладание особями другого пола». Признаки, которые снижают жизнеспособность их носителей, могут возникать и распространяться, если преимущества, которые они дают в успехе размножения, значительно выше, чем их недостатки для выживания.

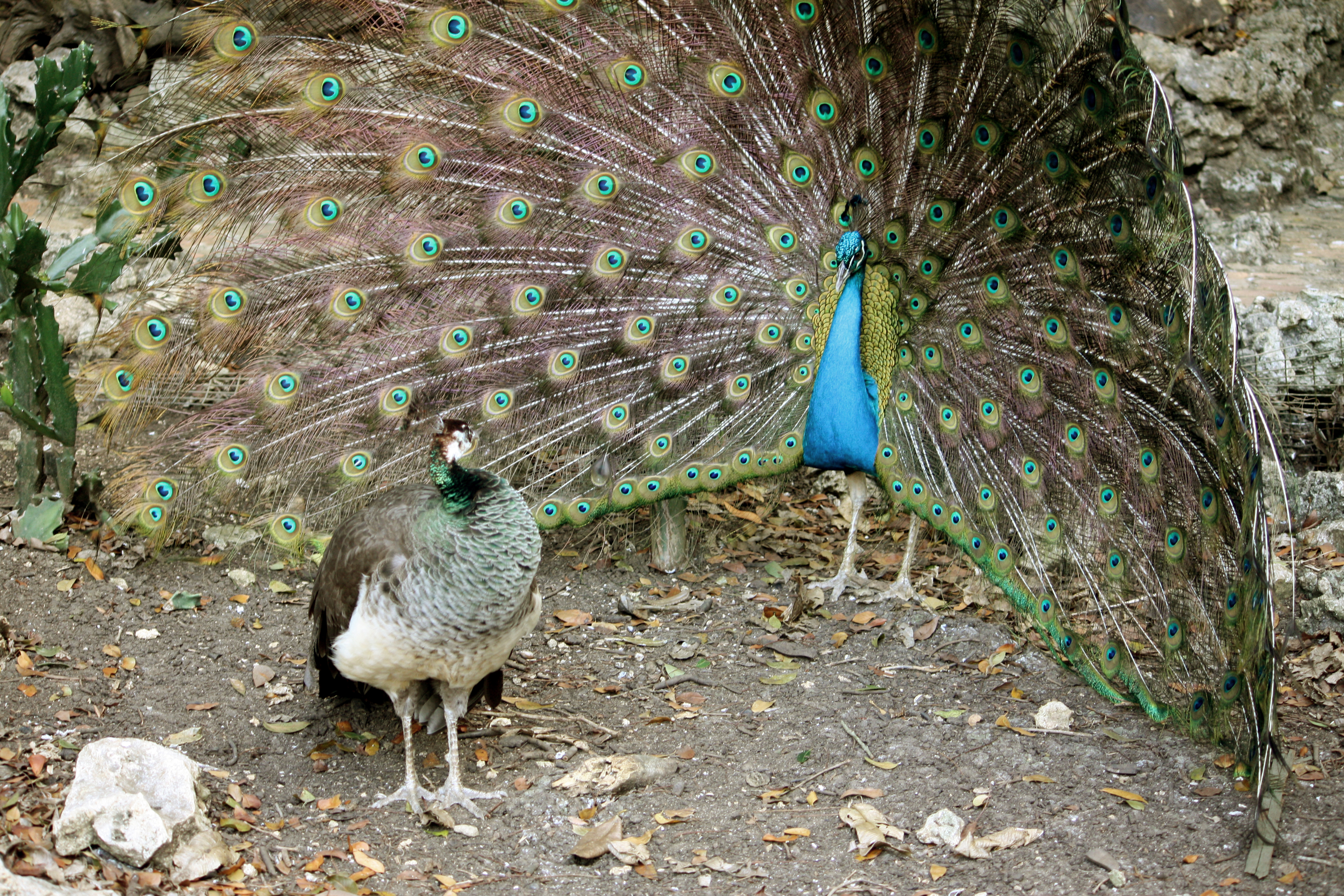
Хвост павлина упоминался Дарвином как пример полового отбора. Это классический пример фишеровского убегания

Распространены две гипотезы о механизмах полового отбора.
- Согласно гипотезе «хороших генов», самка «рассуждает» следующим образом: «Если данный самец, несмотря на яркое оперение и длинный хвост, сумел не погибнуть в лапах хищника и дожить до половой зрелости, значит он обладает хорошими генами, которые позволили ему это сделать. Следовательно, его стоит выбрать в качестве отца своих детей: он передаст им свои хорошие гены». Выбирая ярких самцов, самки выбирают хорошие гены для своих потомков.
- Согласно гипотезе «привлекательных сыновей», логика выбора самок несколько иная. Если яркие самцы, по каким бы то ни было причинам, являются привлекательными для самок, стоит выбирать яркого отца для своих будущих сыновей, потому что его сыновья унаследуют гены яркой окраски и будут привлекательными для самок в следующем поколении. Таким образом, возникает положительная обратная связь, которая приводит к тому, что из поколения в поколение яркость оперения самцов все более усиливается. Процесс идёт по нарастающей, пока не достигнет предела жизнеспособности.

При выборе самцов самки не задумываются о причинах своего поведения. Когда животное чувствует жажду, оно не рассуждает, что ему следует попить воды, для того чтобы восстановить водно-солевой баланс в организме — оно идёт на водопой, потому что чувствует жажду. Точно так же и самки, выбирая ярких самцов, следуют своим инстинктами — им нравятся яркие хвосты. Те, кому инстинкт подсказывал иное поведение, не оставили потомства. Логика борьбы за существование и естественного отбора — логика слепого и автоматического процесса, который, действуя постоянно из поколения в поколение, сформировал то удивительное разнообразие форм, окрасок и инстинктов, которое мы наблюдаем в мире живой природы.